# Sobůlky
Sobůlky (en allemand : Sobulek) est une commune du district de Hodonín, dans la région de Moravie-du-Sud, en République tchèque. Sa population s'élevait à 848 habitants en 2020.

## Géographie
Sobůlky se trouve à 4 km à l'ouest-nord-ouest de Kyjov, à 19 km au nord-nord-ouest de Hodonín, à 40 km au sud-est de Brno et à 225 km au sud-est de Prague.
La commune est limitée par Ostrovánky au nord, par Bukovany au nord, par Kyjov à l'est, par Svatobořice-Mistřín au sud, par Šardice au sud, et par Stavěšice et Věteřov à l'ouest.

## Histoire
La première mention écrite de la localité remonte à 1131.